# Claudio Morresi
Claudio Alberto Morresi (Buenos Aires, 30 de abril de 1962) es un exfutbolista de Argentina nacido en las Inferiores del Huracán. Hasta febrero de 2014 se desempeñó como Secretario de Deportes de Argentina.

## Trayectoria
Participó de la Copa Mundial de Fútbol Juvenil de 1981 jugada en Australia, en la que le fue concedida la emblemática camiseta N.º 10 de la selección argentina. En dicha copa marcó un gol en la derrota contra el seleccionado anfitrión, luego Argentina quedó eliminada en la fase de grupos. La temprana eliminación fue una tremenda decepción, ya que Argentina era el campeón defensor. Sin embargo, aquella selección sub-20 argentina fue un exitoso proyecto a largo plazo, ya que en ella jugaron jugadores campeones con Argentina de diversas copas como Sergio Goycochea, Néstor Clausen, Carlos Tapia, Jorge Burruchaga y Claudio García.
A los 30 años se retiró de su carrera como futbolista.
Sus convicciones políticas lo llevaron a una activa militancia dentro del peronismo. Se desempeñó tanto como legislador a nivel municipal en Buenos Aires, así como Secretario de Deportes a nivel nacional dentro de los gobiernos de Cristina y Néstor Kirchner. El hermano de Morresi (Norberto Morresi) tenía 17 años cuando fue desaparecido y ejecutado por la dictadura militar en 1976.

## Clubes

### Como jugador
| Club                   | País      | Año       |
| ---------------------- | --------- | --------- |
| Huracán                | Argentina | 1981-1985 |
| River Plate            | Argentina | 1985-1988 |
| Independiente Santa Fe | Colombia  | 1988      |
| Vélez Sarsfield        | Argentina | 1988-1990 |
| Santos Laguna          | México    | 1990-1991 |
| Platense               | Argentina | 1991-1992 |

#### Como Técnico
| Club    | País      | Año  |
| ------- | --------- | ---- |
| Huracán | Argentina | 1995 |
| Huracán | Argentina | 2001 |

## Palmarés

### Campeonatos nacionales
| Título           | Club        | País      | Año     |
| ---------------- | ----------- | --------- | ------- |
| Primera División | River Plate | Argentina | 1985-86 |

### Campeonatos internacionales
| Título                | Club        | Sede      | Año  |
| --------------------- | ----------- | --------- | ---- |
| Copa Libertadores     | River Plate | Argentina | 1986 |
| Copa Intercontinental | River Plate | Japón     | 1986 |
| Copa Interamericana   | River Plate | Argentina | 1987 |